# Jurijs Žigajevs
 (janvier 2008).
Si vous disposez d'ouvrages ou d'articles de référence ou si vous connaissez des sites web de qualité traitant du thème abordé ici, merci de compléter l'article en donnant les références utiles à sa vérifiabilité et en les liant à la section « Notes et références ».
Jurijs Zigajevs est un footballeur international letton né le 14 novembre 1985.

## Carrière
- 2001 :  FK Zibens/Zemessardze
- jan. 2002-2008 :  FK Riga
- 2008- déc. 2010 :  FK Ventspils
- déc. 2010-2012 :  Widzew Lodz
- 2012-2017 :  FK Ventspils
- 2018 :  Spartaks Jūrmala
- 2018 :  Ilūkstes NSS

## Palmarès

### En club
- Championnat d'Estonie :
  - Champion: 2008.
- Coupe d'Estonie :
  - Vainqueur: 2011, 2013.
- Coupe de Livonie :
  - Vainqueur: 2008.
- Ligue balte :
  - Vainqueur: 2010.

### En sélection
- Coupe baltique :
  - Vainqueur: 2008.

## Sélections
- International letton de 2007 à 2016 : 33 sélections (2 but)